# Via crucis (Liszt)

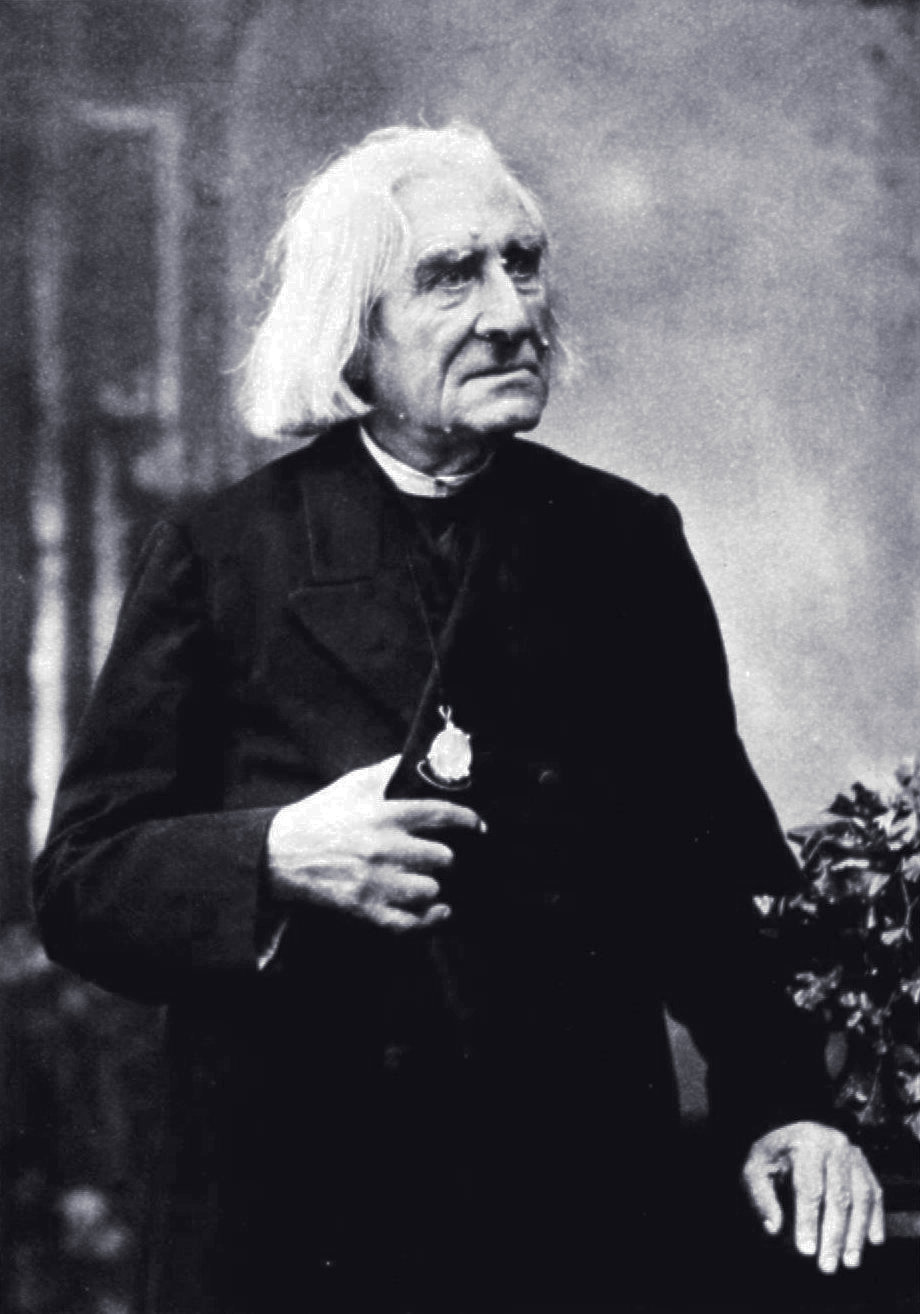
Altersporträt von Franz Liszt von Louis Held (1884)

Via crucis (Die 14 Stationen des Kreuzwegs) ist ein Werk für gemischten Chor, Solisten und Orgel oder Harmonium von Franz Liszt (1811–1886). Es gibt auch eine autographe Fassung für Chor, Solisten und Klavier, die sich in ihrer musikalischen Substanz nicht unterscheidet. Das Werk entstand im September und Oktober 1878 in Rom und wurde im Februar 1879 in Budapest vollendet.

## Aufbau
Das Werk besteht aus 15 Sätzen. Auf einen Einleitungssatz, der zwei Strophen des lateinischen Hymnus Vexilla Regis verarbeitet, folgen 14 Stücke, die den 14 Stationen des Kreuzwegs gewidmet sind. Neben Zitaten aus den Passionsberichten in lateinischer Sprache verwendet Liszt eine Halbstrophe aus dem Stabat mater, eigene Bearbeitungen der Kirchenlieder O Haupt voll Blut und Wunden und O Traurigkeit, o Herzeleid! und in der 14. Station eine weitere Strophe aus Vexilla Regis.
Einleitung
Orgel und Chor
| 1. Vexilla regis prodeunt, fulget crucis mysterium, qua vita mortem pertulit et morte vitam protulit.                   | 1. Des Königs Banner tritt hervor; das Geheimnis des Kreuzes strahlt auf, an dem den Tod das Leben starb und Leben durch den Tod erwarb. |
| 3. Impleta sunt, quae concinit David fideli carmine dicendo nationibus: Regnavit a ligno Deus.                          | 3. Erfüllt ist, was verkündet hat David in verlässlichem Gesang, als er den Völkern sagte: Gott herrscht vom Holze herab.                |
| Hymnus in Honore sanctae crucis / Hymnus zur Ehre des Heiligen Kreuzes Venantius Fortunatus, Bischof von Poitiers (569) | |

Station 1 – Jesus wird zum Tode verurteilt
Orgel und Bass
| Innocens ego sum a sanguine justi hujus. | Ich bin unschuldig am Blut dieses Gerechten. (Mt 27,24 ) |

Station 2 – Jesus trägt sein Kreuz
Orgel und Bass
| Ave, crux! | Sei gegrüßt, Kreuz! siehe Station 14 |

Station 3 – Jesus fällt zum ersten Mal
Orgel und Chor
| Jesus cadit.                                                       | Jesus fällt.                                                               |
| Stabat mater dolorosa Iuxta crucem lacrimosa, dum pendebat filius; | Die schmerzerfüllte Mutter stand weinend beim Kreuz, an dem ihr Sohn hing. |
| Stabat mater, Mariensequenz aus dem 13. Jahrhundert                |                                                                            |

Station 4 – Jesus begegnet seiner Mutter
Orgel
Station 5 – Simon von Kyrene hilft Jesus das Kreuz tragen
Orgel
Station 6 – Sancta Veronica (Veronika reicht Jesus das Schweißtuch)
Orgel und Chor
| O Haupt voll Blut und Wunden, voll Schmerz und voller Hohn! O Haupt, zum Spott gebunden mit einer Dornenkron! O Haupt, sonst schön gezieret mit höchster Ehr und Zier, jetzt aber höchst beschimpfet, gegrüßet seist du mir! (Paul Gerhardt, 1656) |

Station 7 – Jesus fällt zum zweiten Mal
Orgel und Chor
| Jesus cadit.                                                       | Jesus fällt.                                                               |
| Stabat mater dolorosa Iuxta crucem lacrimosa, dum pendebat filius; | Die schmerzerfüllte Mutter stand weinend beim Kreuz, an dem ihr Sohn hing. |
| Stabat mater, Mariensequenz aus dem 13. Jahrhundert                |                                                                            |

Station 8 – Die Frauen von Jerusalem (Jesus begegnet den weinenden Frauen)
Orgel und Bass
| Nolite flere super me, sed super vos ipsas flete et super filios vestros | Weint nicht über mich, sondern weint über euch selbst und über eure Kinder. (Lk 23,28 ) |

Station 9 – Jesus fällt zum dritten Mal
Orgel und Chor
| Jesus cadit.                                                       | Jesus fällt.                                                               |
| Stabat mater dolorosa Iuxta crucem lacrimosa, dum pendebat filius; | Die schmerzerfüllte Mutter stand weinend beim Kreuz, an dem ihr Sohn hing. |
| Stabat mater, Mariensequenz aus dem 13. Jahrhundert                |                                                                            |

Station 10 – Jesus wird entkleidet (Jesus wird seiner Kleider beraubt)
Orgel
Station 11 – Jesus wird ans Kreuz geschlagen
Orgel und Chor
| Crucifige! | Kreuzige ihn! |

Station 12 – Jesus stirbt am Kreuz
Orgel, Bass, Chor
| Eli, Eli, lamma sabacthani? | Mein Gott, mein Gott, warum hast du mich verlassen? (Mt 27,46 ) (Ps 22,2 ) |
| In manus tuas commendo spiritum meum. | In deine Hände befehle ich meinen Geist. (Lk 23,46 )                       |
| Consummatum est. | Es ist vollbracht. (Joh 19,30 )                                            |
| 1 O Traurigkeit, o Herzeleid, ist das nicht zu beklagen? Gott des Vaters einigs Kind, wird ins Grab getragen. (Friedrich Spee, Mainz, 1628) |                                                                            |

Station 13 – Jesus wird vom Kreuz genommen
Orgel
Station 14 – Jesus wird ins Grab gelegt
Orgel und Chor
| 6. Ave crux, spes unica, mundi salus et gloria, auge piis justitiam, reisque dona veniam. Amen Ave crux! | 6. Sei gegrüßt, Kreuz, einzige Hoffnung; Heil und Ehre der Welt, mehre die Gerechtigkeit der Treuen und schenke den Sündern Barmherzigkeit. Amen |
| Hymnus in Honore sanctae crucis / Hymnus zur Ehre des Heiligen Kreuzes                                   | |

## Ausgaben
Franz Liszt: Via Crucis. Die 14 Stationen des Kreuzwegs für Soli und gemischten Chor mit Begleitung der Orgel (1878/79). 
Herausgegeben von Thomas Kohlhase. Carus-Verlag, Stuttgart 1978. Partitur, Chorpartitur
Franz Liszt: Via Crucis. Der Kreuzweg. Partitur. In: Franz Liszt. Musikalische Werke. Herausgegeben von der Liszt-Stiftung. Abschnitt V: Kirchliche und geistliche Gesangswerke. Band VII: Letzte Zyklische Chorgesänge mit Orgel nebst Bearbeitungen. Großherzog Carl Alexander Ausgabe der musikalischen Werke Franz Liszts. Breitkopf & Härtel, Leipzig, 1936, S. 1–45